# Tōsen Kaname
Kaname Tōsen (東仙 要 Tōsen Kaname?) es un personaje ficticio de la serie de anime y manga Bleach creado por Tite Kubo. Fue Capitán del Noveno Escudrón antes de que se fuera con Aizen al Hueco Mundo. Su teniente es Shūhei Hisagi, quien lo reemplaza por el momento.

## Perfil
Tōusen es un hombre de piel oscura y pelo púrpura (en el manga es de color café). Como los demás capitanes, Tōusen usa un haori blanco sobre su ropa de shinigami. También suele usar una bufanda ananjarada alrededor de su cuello, botas blancas y guantes negros.
Tōsen es ciego de nacimiento, lo cual no quiere decir que no pueda distinguir a una persona. Usa una especie lentes para tapar a sus ojos.
En la saga del Hueco Mundo, Tōsen deja de usar el haori blanco y usa una camiseta de manga corta. En la parte del cuello, deja de lado su bufanda. Tōsen cree que la filosofía de la vida es "tomar el camino que tenga el menor derramamiento de sangre". No importa si este camino sea el correcto o no. Ésta es la explicación que da Tōsen para que se fuera al Hueco Mundo con Aizen. Por esa razón, Tōsen considera a Kenpachi Zaraki, Grimmjow Jeaguerjaques como seres que disfrutan de la peleas y la destrucción, y por lo tanto deben ser destruidos para que el mundo no se derrame más sangre. Wonderweiss Margela (un Arrancar), en cambio, mantiene una buena relación con Tōsen. Tōsen explica que eso es porque él y el arrancar son almas puras y que las almas puras tienden a encontrarse ser buenos amigos.

## Personalidad
Tōsen basa su existencia en la creencia de "tomar la ruta con el menor derramamiento de sangre". Es por esa misma razón que consideró necesario seguir a Sōsuke Aizen, aún a sabiendas de que el plan de Aizen para crear la llave del Rey requerirá la muerte de miles de personas inocentes. Tōsen, junto a Gin Ichimaru, fueron catalogados por Kenpachi Zaraki como seres "temerosos a la muerte". Hay algo de verdad en esto, ya que el mismo Tōsen expresa que el único temor que tiene es morir a manos de un Shinigami y brindar su vida entera a algo sin sentido. Se describe a sí mismo como un "ser puro" y se jacta de buscar la justicia, pero él cree que la justicia la encontrará a través de la venganza por la muerte de su amiga. Kaname cuestiona a Sajin Komamura sobre el por qué creía que alguien entraría a la misma organización que causó la muerte de un amigo. Quedando así descubierto que los objetivos de Kaname es vengarse de la Sociedad de Almas por causar la muerte de su amiga.

## Historia

### Pasado
Antes que Tōsen fuera shinigami, hubo una mujer que fue muy importante para él. El sueño de esa mujer era convertirse en shinigami y usar sus poderes para crear un mundo pacífico. Tōsen la conoció y se convenció de que sus metas e ideales eran los mismos que los de esa mujer. Desgraciadamente, esa mujer murió a manos de su esposo, a quien le había recriminado por matar a una camarada en una discusión. Tōsen, profundamente acongojado, tomó la Zanpakutō de esa mujer y prometío luchar por la justicia sin la necesidad de derramar sangre. 
Después de lo sucedido, Tōsen conoció a Sajin Komamura, un esquivo ser con el que trabó amistad. Entró a la academia de los shinigami y se reencontró con el futuro Capitán del séptimo escuadrón, Sajin Komamura. Se hicieron grandes amigos. Cada uno tenía su propio defecto: el de Tōsen es su ceguera y el de Komamura es su apariencia física.
Antes que Tōsen fuera capitán del noveno escuadrón, trabajó en el quinto escuadrón y conoció al teniente del escuadrón, Sōsuke Aizen. Al parecer mantuvieron una buena relación de amistad.
Aproximadamente 101 años atrás, Tōsen era miembro de la Novena División capitaneada por Muguruma Kensei, en medio de las desapariciones del Rukongai, forma parte del equipo de su Capitán para investigarlo, tras derrotar a un Hollow y encontrar al grupo de avanzadilla desvanecido, Kensei decide trasnochar con su equipo, momento en el que Tōsen los ataca a todos por sospresa, alcanzando a Kensei y a su Teniente, Mashiro Kuna. Hiyori Sarugaki es enviada en primer lugar al lugar del incidente por Kisuke Urahara y es atacada por Kensei, transformado en hollow, el Comandante Yamamoto envía a Shinji Hirako, Love Aikawa, Rōjurō Otoribashi, Lisa Yadōmaru y Hachigen Ushōda para investigar y son atacados por sus amigos, cuando por fin logran inmovilizarlos Hiyori ataca a Shinji también transformada y todo se vuelve oscuro. Tōsen derrota a todos los shinigamis mientras Sōsuke Aizen y Gin Ichimaru se muestran como responsables. Cuando Aizen se dispone a acabar con su Capitán y los demás, transformados en Hollow, Kisuke Urahara y Tessai Tsukabishi aparecen para ayudar. Tōsen planea atacarlos pero el tremendo poder de Aizen lo disuade y tras evadir un potente hadō de Tessai, huyen. Tras esto Aizen incrimina a Urahara y Tessai ante la Cámara de los 46, que los condenan al exilio y a la prisión, además de la muerte para los shinigamis transformados, finalmente todo culmina con la huida de estos gracias a Yoruichi Shihōin

### Sociedad de Almas
Tōsen aparece por primera vez en la reunión que mantenían los capitanes por la falta cometida por Gin Ichimaru y la intrusión de los ryoka Ichigo Kurosaki, Yasutora Sado, Uryū Ishida, Yoruichi Shihōin, Orihime Inoue y Ganju Shiba. La siguiente aparición es cuando Ishida, quien había resultado muy lastimado después de la pelea con Mayuri Kurotsuchi, llega al Palacio de la Penitencia y Tōsen utiliza su shikai para dejarlo inconsciente muy a su pesar, pues derrama lágrimas por utilizar la violencia.
Tōsen reaparece junto a Sajin Komamura y sus respectivos Subcapitanes (Shūhei Hisagi y Tetsuzaemon Iba) para detener al grupo de Kenpachi Zaraki, que trata de evitar la ejecución de Rukia Kuchiki. Mientras Ikkaku Madarame y Yumichika Ayasegawa luchan contra sus Subcapitanes y el resto del grupo escapa, Zaraki se enfrenta a los dos Capitanes a la vez, que usan sus shikais sin éxito contra el Capitán, que los derrota fácilmente y les pide que usen sus bankais. El ciego shinigami accede y lo muestra para acabar con al que él llama "El demonio perturbador de la paz",y libera su bankai Suzumushi-Tsuikishi Enma Kōrogi, aunque Tōsen adquiere ventaja rápidamente privando a Kenpachi de sus sentidos , este logra derrotarlo dejándose traspasar a propósito, Kaname no obstante insiste en combatir, cuando Kenpachi se dispone a rematarlo, Komamura se interpone y le pide que se retire. El shinigami accede y se retira, para recibir atención médica.
Después de haber recuperado de sus heridas, Tōsen lleva a Renji Abarai y Rukia Kuchiki ante Sōsuke Aizen, que tras derrotar a Renji, Ichigo Kurosaki y a un encolerizado Komamura abandona la Sociedad de Almas junto a Gin Ichimaru y el propio Tōsen hacia Hueco Mundo gracias a la Negación de los Menos Grande.

### Los Arrancar
Tōsen se convierte en uno de los administradores de Las Noches, el palacio de Aizen, y es el encargado de frenar la clandestina misión de asesinato del Sexto Espada Grimmjow Jeaguerjaques y su grupo de Arrancar sobre Karakura, lo cual causa la muerte de todos sus seguidores. Su intervención interrumpe la pelea de Grimmjow con Ichigo Kurosaki, salvándole la vida indirectamente a este, en clara desventaja. Tōsen no soporta que Aizen perdone a Grimmjow por su falta y termina cortándole un brazo, lo que causa que el Arrancar sea expulsado de los Espada.
No tendrá más apariciones en la saga, permaneciendo de esta manera en Las Noches mientras se lleva a cabo el secuestro de Orihime Inoue por parte de Ulquiorra Cifer.

### Hueco Mundo
Ichigo Kurosaki, Yasutora Sado y Uryū Ishida se infiltran en Hueco Mundo para salvar a la cautiva Inoue Orihime, ante esto, Sōsuke Aizen convoca a todos los Espada para tratar este asunto y aparece acompañado de sus más fieles seguidores, Gin Ichimaru y el propio Tōsen, que es el encargado de presentar la información visual. Tras un pequeño altercado con Grimmjow, Aizen da la orden de no armar revuelo en Las Noches y de esperar a los intrusos en cada Corte.
No obstante Tōsen se dedica a monitorizar a los intrusos mientras avanzan, a su lado está Wonderweiss Marjera, que siente una extraña atracción por el shinigami, este lo achaca a la atracción entre "criaturas puras", Gin Ichimaru aparece para comentar esto con él y anunciar la entrada de tres de ellos en el Nido de los Tres Cifras o Privaron Espada.
Posteriormente, cuando varios Capitanes de la Sociedad de Almas se infiltran en Hueco Mundo y logran derrotar a varios Espada para rescatar a Orihime Inoue, el Espada Stark la lleva de nuevo a presencia de Aizen, que le recomienda sonreír hasta que él, Gin y el mismo Tōsen hayan regresado de destruir Karakura. El propio Tōsen usa el bakudō 77 (Tenteikūra) para hacerles llegar a los intrusos la voz de Aizen, que cierra las Gargantas de los shinigamis y les explica que el secuestro de Orihime respondía a su plan para dividir las fuerzas de la Sociedad de Almas y poder destruir Karakura fácilmente. Aizen avanza hacia Karakura donde le esperan el resto de Capitanes del Gotei , que la han trasladado al Rukongai y han creado una réplica deshabitada, Aizen convoca a sus tres Espada más poderosos Halibel, Stark y Barragán mientras Ichigo se dirige al encuentro de Ulquiorra en Las Noches.

### La Batalla por Karakura
Los Capitanes planean concentrarse en Sōsuke Aizen una vez hayan acabado con los Espada, para ello Shigekuni Yamamoto-Genryūsai libera su shikai y utiliza su técnica Jōkakū Enjō para aislar a Aizen, Gin Ichimaru y Kaname Tōsen. A pesar de esto Aizen confía en la victoria de sus Espada. Cuando Iduru Kira comienza su combate con Abirama Redder, Gin reacciona y ante el interés de Tōsen Gin se muestra contento de que su antiguo subordinado esté bien.
Una vez desaparecida la barrera creada por la liberación del Shikai del capitán Yamamoto, y durante la llegada de los Visored al campo de batalla, es el quien desvía un ataque de parte de Shinji Hirako hacia Aizen. Dispuesto a pelear contra el visored, es interrumpido por el capitán de la séptima división, Sajin Komamura que junto con su exteniente, Hisagi Shuuhei comienzan la batalla para hacerlo recapacitar y "abrir sus ojos".
Mientras Aizen y Hirako pelean entre ellos, Tosen se dispone a pelea contra su anterior subordinado y antiguo amigo, admitiendo que ahora puede liberar todo su poder. Komamura deduce que es su bankai, pero el traidor lo desmiente admitiendo que Aizen le ha dado un poder aún mayor y se lleva la mano a la cara. 
Luego hay una gran liberación de presión espiritual mientras Hisagi y Komamura se protegen Komamura le grita a Tōsen, pidiéndole que le diga lo que le hizo caer tan bajo. Cuando el humo se aclara Tōsen está frente a ellos con una máscara hollow, provocando a Hisagi preguntarle si es que tuvo una Hollowficación que luego Tosen confirma. Cuando Hisagi se pregunta por qué lo hizo se sorprende como Tōsen aparece delante de él y le hace un corte, esto hace que Komamura libere su Shikai.
Tōsen se esfuerza para bloquear el ataque de Komamura, antes de que se dé cuenta Tōsen le da una patada que hace que Komamura se golpeé con los edificios. Tōsen a continuación comenta a Komamura que es irónico que el Gotei 13 tenga a Ichigo como aliado ya que es un híbrido de Shinigami y Hollow igual que él. Luego le pide a Komamura que le explique por qué se ha convertido en alguien tan despreciable solo porque ha optado por servirse de ese poder. Komamura explica que Ichigo Kurosaki no optó por someterse a la Hollowficacion, que por otra parte un Shinigami de élite no tenía necesidad de tal cosa, que él lo escogió por voluntad propia luego Komamura le dice que ha sido corrompido por ese poder. Luego Tōsen le pregunta como exactamente uniéndose con su hollow interno no prueba alguna clase de cosa que Komamura le dijo.
Luego le afirma que Komamura solo habla en ese tono, por su sentido anticuado de dualismo en relación Shinigami y Hollows. Komamura le grita diciendo que no es eso lo que quería decir, en realidad se estaba refiriendo a la forma que desecho a sus amigos y subordinados solo para ganar ese poder prohibido. Komamura le hace notar que su corrupción le ha llevado por mal camino. Tōsen continua hablando con Komamura cuando una cadena se envuelve alrededor de su cuello, tirando de él hacia atrás y golpeándolo en el techo de un edificio cercano. Cuando está tirado en los escombros Hisagi atrapa a Tōsen por la garganta y tiene su Zanpakutō cerca a él, cuando Tōsen hace comentarios sobre que él era tan flojo a su alrededor diciéndole que los viejos hábitos nunca mueren. Hisagi está de acuerdo en afirmar que su ataque no estaba lleno de malas intenciones, ya que incluso cuando su hoja dibuja su estilo siempre ha sido el de no utilizar la fuerza excesiva. Él explica que es el camino que le enseñó Tōsen, entonces cuenta a su excapitán de la importancia de la primera vez que fue y le enseñó la filosofía de él.
A continuación, se pregunta cómo Tōsen puede pronunciar tales palabras y luego ignorarlas, luego Hisagi le pide que se vea en lo que se ha convertido y lo que impulsa su miedo.Luego Tōsen atraviesa a Hisagi con su Zanpakutō sin decir una palabra y lo tira hacia un lado de la azotea. Tōsen simplemente afirma que su temor por los últimos 100 años es que iba a asimilarse con el resto de los Shinigami y que por ello iba a tener una muerte inútil. Luego de esto Komamura libera su Bankai. Tosen se burla del bankai de Komamura diciéndole que después de que el que capitán de la 7.ª división ha visto su poder luego Tosen lucha con el bankai y hierre el brazo derecho del gigante, hiriendo a Komamura en el proceso. Luego Komamura lo contraataca con le brazo izquierdo del gigante golpeando a Tosen y mandándolo a varios metro de distancia. Este ataca al brazo izquierdo de Tosen dejándolo destrozado. Tosen hace la observación de que el bankai de Komamura está ligado a su cuerpo y si perjudican al gigante corresponde a perjudican a Komamura. Tosen le comenta a Komamura que probablemente nunca consideró la posibilidad de derrotar a su contrincante de un solo ataque o recibir un contraataque.
Tosen utiliza la regeneración de alta velocidad para restaurar completamente su brazo. Komamura le dice a Tosen que realmente ha abandonado su carácter como Shinigami. La respuesta de Tosen es que esas palabras no son más que excusas para su derrota. Tosen repite las palabras que Komamura le dijo una vez que engañando a sus amigos y subordinados para poder obtener el poder. Luego Tosen le pregunta que si entrando a una organización por el bien de la venganza aun por el transcurso de la vida tranquila uno va olvidando el objetivo y sirve a esa organización felizmente. Tosen pregunta que si eso no se llama degradación mientras habla su máscara se agrieta formando una boca. Luego Tosen le dice que aunque sus ojos no ven ellos perciben lo último que pasa como lejos de uno mismo como algo más degradante. Komamura le pregunta que si esa fue la razón por la que se convirtió en un shinigami.
Tousen le dice que la razón por la que se hizo en un shinigami fue la venganza. Komamura le pregunta si pesaba que era extraño que un hombre cuyo mejor amiga fue asesinada se uniría a la organización que asesino a su mejor amiga. Luego Komamura le dice que pensó que la razón por la que se unió a la sociedad de almas fue por la justicia que pensó que Tosen seguiría los ideales de su amiga por la justicia a lo que Tosen responde que la justicia es su meta luego Tosen le pregunta que es la justicia le dice que la bondad y la justicia no son lo mismo. Que vivir su vida pacíficamente que eso estaría mal. Komamura le dice que juzgo mal a Tosen que ellos nunca se entenderán. Tousen le responde que entonces lo tendrá que derrotar que si Komamura llama a eso justicia. Komamura le responde que si esas son sus creencias por el bien de la sociedad de almas tendrá que derrotarlo. Luego Komamura le dice que el ya lo ha perdonado en el corazón a lo que Tousen le pregunta que si lo ha perdonado que no le hable así como si fuera un Dios luego le dice que el nunca pidió su perdón. Tose le dice que si es capaz de perdonarlo al haberle mostrado su resurrección.Tosen luego libera su resurrección: Suzumushi Hyakushiki mediante el comando Grilla Grillo y se libera una gran cantidad de reiatsu, que Komamura observa.
Tousen aparece entonces en una forma infernal como un grillo gigante y abre las dos partes de su máscara que forman sus ojos. Rompe a reír, admitiendo que puede ver. Luego mira a Komamura, admitiendo que es más repugnante de lo que se imaginaba. Mientras su batalla vuelve a su cauce, Komamura se defiende a duras penas de los ataques del poderoso Visored Kaname para al final acabar malherido en el suelo tras un poderoso ataque. Cuando Tosen se dispone a rematarle con un doble cero, Hisagi se le aparece por detrás y le apuñala a la altura del cuello para luego activar su shikai. Hisagi le explica que pudo derrotarle porque, al poder ver, Tōsen se confió de sus ojos y no de la percepción que usaba cuando estaba ciego.
Mientras la muerte se abalanza sobre él, Kaname recuerda a su amiga mientras admite que no puede ver nada, después de esto se le ve muy malherido y recordando el día en que su amiga fue asesinada mientras el con impotencia gritaba que se hiciera justicia. Tōsen abre los ojos, ya agonizante, mientras Hisagi y Komamura lo miran con preocupación.Komamura le explica que, a pesar de todo, no lo odia y que lo sigue considerando como su amigo. Tōsen parece recapacitar y llora pidiéndole a Hisagi que se acerque para poder verlo por última vez. Desgraciadamente, en ese instante, Aizen lo ejecuta al ver que está arrepentido pues, además de Ichigo, Tōsen es inmune a su shikai.

## Poderes
- Gran Poder Espiritual: Como antiguo Capitán, tenía una de las 13 fuerzas espirituales más grandes de la Sociedad de Almas. También es capaz de localizarlas con eficiencia.
- Dominio del Shunpō: Se mueve a grandes velocidades con el paso instantáneo o shunpō. Como lo mostró muy bien en la pelea contra Komamura y Hisagi al esquivar, moverse de sus ataques, exactamente como cuando estaba a punto de ser cortado por las dos armas de Hisagi en un corto espacio de movimiento pero con su shunpo logró salir de ese aprieto como si nada.
- Experto en Kidō: También es un diestro maestro en artes kidō, como demuestra pulverizando el brazo izquierdo de Grimmjow con un hadō o facilitando la comunicación con el bakudō 77 Tentei Kūra.

## Zanpakutō
La Zanpaku-tō de Tōsen pertenecía a una mujer con la que tenía una fuerte relación de amistad, ésta dejó el Rukongai para hacerse shinigami y casarse, pero su marido la mató. En su tumba, Kaname cogió la Zanpaku-tō de dicha mujer, para defender la justicia en su lugar.
Esta Zanpaku-tō tiene la forma de una Katana común con una guardia con forma de "Gota" en la que el lado más angosto posee un anillo y el mango es de color naranjo, La razón de que su Zanpaku-tō posea dos comandos de liberación shikai puede deberse a que uno es el que corresponde a la forma original de la Zanpaku-tō de su antigua dueña y el otro a la que Kaname materializa gracias a sus propias habilidades.

### Shikai:Suzumushi
El nombre del zanpakutō de Tōsen es Suzumushi (清虫, lit. Insectos puros, Viz: Campana de insectos o también grillo?). Suzumushi tiene dos comandos de Shikai, lo que la mayoría de los Zanpakutō no poseen. 
- Gorjea (鳴け, nake ?, canta en España y llora en Latinoamérica): Con este comando ejerce su primera habilidad y proyecta una sombra de blanco y negro sobre un área muy extensa, dejando a su oponente inconsciente. En realidad se trata de una onda de sonido que aparentemente es capaz de mover cosas, como se vio recientemente en el capítulo 280 en cual Tousen solamente hace un llamado a su Zanpaku-to y esta instantáneamente reacciona con una onda de sonido leve en el aire expulsando las cadenas de Hisagi que la tenían sujetada.
- Destroza sus miembros (四肢を潰すよ, shishi o tsubusu yo ?): Cambia a Suzumushi segundo estilo: Benihikō (清虫二式・紅飛蝗, Suzumushi Nishiki: Benihikō ?, lit. Saltamontes Carmesí). Suzumushi vibra momentáneamente y, a continuación, Tōsen mueve su espada alrededor de él en forma de círculo, creando un camino de cien espadas. Estas caen en forma de lluvia sobre su oponente.

### Bankai:Suzumushi-Tsuikishi Enma Kōrogi
El bankai de Tōsen se llama Suzumushitsuikishi Enma Kōrogi (清虫終式・閻魔蟋蟀, lit. 'Suzumushitsuikishi Enma Kōrogi?). Crea una gran esfera negra similar a una carpa en la que cualquiera que está dentro de ella pierde todos los sentidos a excepción del tacto, también captación de reiatsu) .
Tōsen sostiene su espada en la mano derecha y en su mano izquierda coloca el anillo de la espada. El anillo empieza a girar rápidamente liberando la energía espiritual de Tōsen hasta que el anillo crece al tamaño de la altura de Tōsen. Este se multiplica en 9 anillos idénticos. Comienzan a cubrir una extensa área y, una vez ubicados, empiezan a generar un vacío oscuro. De esta forma, crea una gran esfera negra similar a una carpa.
Habilidad Especial del Bankai: Cualquier persona que se encuentre dentro de la carpa pierde todos sus sentidos (incluida la captación de reiatsu) excepto el tacto. Además, Tōsen no puede realizar técnicas especiales mientras su bankai esté liberado. Sin embargo, la persona que sujeta a Suzumushi es inmune al efecto del bankai, incluso si el rival del que la sostiene toca la espada, el efecto del bankai queda anulado por completo mientras se mantenga el contacto. La duración del bankai es indeterminada, dura lo que desea Tōsen. No obstante, si Tōsen recibe una considerable cantidad de daño, la "Carpa" se destruye automáticamente.

## Máscara Visored
Cuando Tōsen se da cuenta de que Aizen está peleando, entiende que ya puede liberar todo su poder, ante lo cual Komamura cree que se refiere a su Bankai y se dispone a liberar el propio, pero Tōsen le dice que no se refiere al bankai, ya que Aizen "me ha bendecido con un poder muy superior a un bankai" y al recitar esto lleva su mano derecha sobre su cara, el mismo acto que realizan los Visored para ponerse las máscaras.
Cuándo se le fue concedido este poder es aún un misterio, aunque es probable que haya sido poco tiempo después de que Hirako y los demás hayan sido desterrados al mundo real.
La máscara Visored de Tōsen se compone de un casco completo de color blanco el cual no posee ningún rasgo facial distintivo como el resto de máscaras Hollow. La máscara tiene en su parte central una línea vertical que sobresale por la mitad y recorre la cabeza hasta llegar a la parte inferior de la boca. Sobre sus hombros aparecen unas placas protectoras, las cuales le cubren parte del torso, hasta sus costillas.
Las placas protectoras están separadas por cuatro líneas verticales oscuras. En el transcurso de la lucha entre Tōsen y Komamura, la máscara del Visored se abre y articula horizontalmente, a la altura de su boca, dejando expuesta la misma. La fisura presenta un relieve que emula una dentadura. Durante dicha batalla, Tōsen también revela su Resurrección, siendo el primer Visored en demostrar esta habilidad.
- Aumento de Poder: Mientras se encuentra con la máscara, los poderes de Hollow se superponen a los de shinigami de Tōsen, otorgándole una increíble fuerza y una gran velocidad.
- Fuerza Aumentada: Mientras utiliza su máscara, Tōsen ha desplegado una enorme cantidad de fuerza, pudiendo bloquear el Tenken de Komamura, y propinándole a éste una patada que lo estrella contra edificios cercanos o incluso quebrarle algunas de sus costillas con una patada simple, además de propinarle fuertes golpes que lo tiran hacia lugares muy lejanos, y logra cortar sin esfuerzo alguno el brazo derecho del bankai de Komamura.
- Sonido: : Mientras utiliza su máscara, Tōsen ha utilizado esta técnica hollow, desplegando una enorme velocidad, la cual utiliza para vencer a Hisagi y Komamura en un abrir y cerrar de ojos.
- Regeneración Instantánea: Ha demostrado la capacidad de sanar heridas casi instantáneamente, cualidad por la cual Komamura termina de convencerse de que Tōsen ha dejado de ser un Shinigami. Curando de sí mismo cualquier parte de su cuerpo, reconstruyéndola o incluso regenerándola por completo.
- Garganta: Es capaz de utilizar esta técnica, aún sin utilizar su máscara Hollow.

### Resurrección:Grillar Grillo
Suzumushi Hyakushiki (清虫百式)
Hasta ahora, de entre todos los Visored, solo él ha demostrado esta habilidad. Si otros Visored la han alcanzado o, si por el contrario, es una habilidad "perfeccionada" de los Visored (Aizen califica a los originales como "de mala calidad") es un misterio.
En el caso de Tōsen, sujeta su Zanpaku-tō de manera vertical, con el mango hacia abajo y la hoja apuntando al cielo (el mango hacia arriba y la hoja apuntando al suelo en el anime) y recita: "Suzumushi Hyakushiki" (清虫百式, Estilo Centenario del Grillo ?) para a continuación liberar su resurrección "Grillar Grillo".
En este estado, toma la apariencia de un grillo gigante, posee cuatro alas como de insecto, dos enormes ojos a los costados de su cabeza, unas protuberancias que se asemejan a cuernos que salen de su espalda, cuatro brazos con garras brazos y dos patas. Lo único que permanece igual es su boca, la cual es igual a su forma normal, aunque con dientes filosos. Adquiere la posibilidad de ver, lo cual le asombra mucho, lo que demuestra que jamás había probado su propia Resurrección.
Habilidad Especial de la Resurrección: Parece poseer un aumento en sus técnicas sonoras, incluso un control parcial del sonido, a pesar de que esto no ha quedado muy en claro.
- Capacidad de ver: Tōsen adquiere la capacidad de ver.
- Aumento de Poder: Todo su poder se ve aumentado mucho más cuando realiza esta resurrección, convirtiéndose así más fuerte todavía que cuando usaba la máscara Visored. Su velocidad, fuerza, agilidad y todo lo demás se ve aún más aumentada.
- Fuerza Aumentada: Mientras está peleado contra Komamura, se logró observar la terrible y poderosa fuerza física que Tousen adquirió, siendo incluso capaz de detener la katana del Bankai de Komamura con una sola mano.
- Hierro: Posee Hierro en su transformación, demostrándolo al recibir un impacto de la espada del Bankai de Komamura sin inmutarse en lo más mínimo.
- La Mirada(ラ・ミラーダ, Ra Mirāda): Es capaz de generar dos Ceros de color verde que nacen de sus ojos (uno en cada ojo) y unirlos de manera similar al Cero Sincrético.
- Sonido: Aun en la resurrección Tousen sigue utilizando igual el Sonido pero de una manera mucho más superior y con más velocidad que antes. Lo uso continuamente mientras peleaba contra Komamura en toda su batalla, en el cual se vio su gran velocidad para moverse, o evadir sus ataques.
- Regeneración Instantánea: Ha demostrado la capacidad de sanar heridas casi instantáneamente, por igual en el estado de su resurrección. Como cuando recibió un gran y fuerte ataque de la katana del Bankai de Komamura y fue destrozado en parte de su máscara y pudo regenerarse cuando fue cortado varias veces por Komamura en su cuerpo y al instante se regeneraba.
- Los Nueve Aspectos (九相輪殺 (ロススウェベアスペクトス), Rosu Nūebe Asupekutosu ?, lit. "Pagoda de Nueve Remates de Matanza"): Tōsen mueve sus garras en el aire simulando dibujar círculos, a continuación, se produce un enorme impacto sonoro. Parece poseer un grado de poder destructivo muy elevado, puesto que le propinó un golpe fatal a Kokujō Tengen Myō'ō, el Bankai de Sajin Komamura.